# Salvador Jacinto Polo de Medina

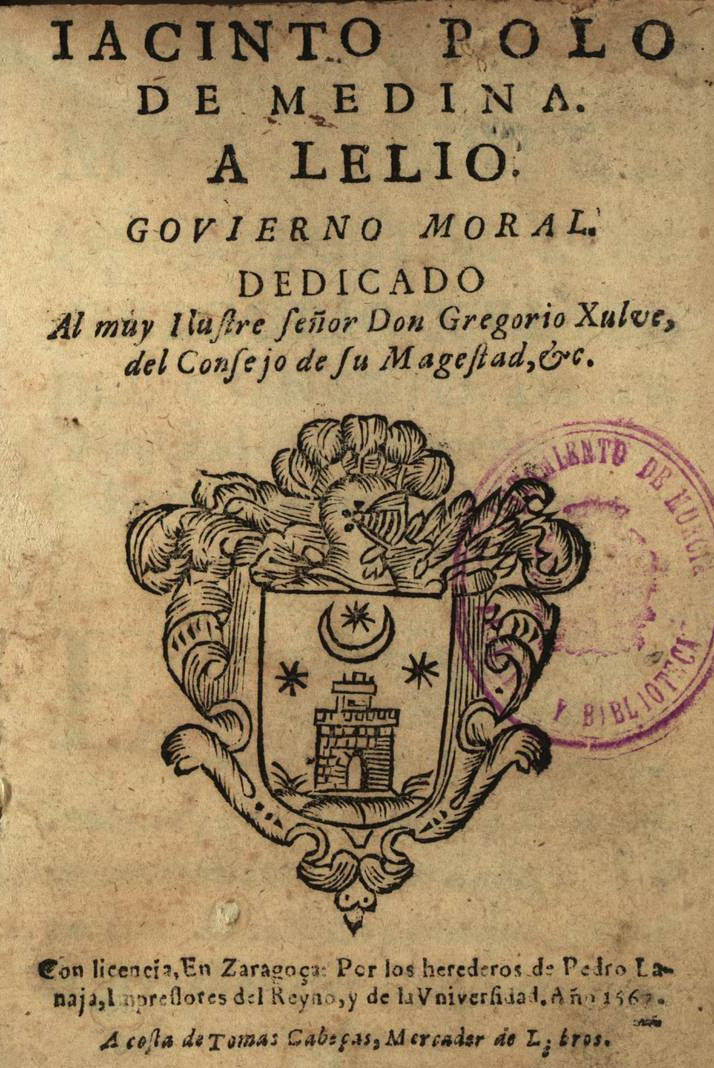
A Lelio (Zaragoza, 1667), de Jacinto Polo de Medina.

Salvador Jacinto Polo de Medina (Murcia, 1603 - Alcantarilla, (Murcia), 1676), escritor y poeta barroco español perteneciente al Siglo de Oro.

## Biografía
Se educó en su ciudad de nacimiento, y en 1630 debía estar en Madrid, pues allí apareció su primer libro, Academias del jardín. En 1633 apareció en Murcia Ocios de la soledad. En 1638 se ordenó sacerdote, y fue rector del Seminario Mayor de San Fulgencio de Murcia. En su vejez ayudó a replantar árboles tras el incendio forestal de 1661.

## Obra
Academias del jardín es una miscelánea de versos propios y ajenos y crítica literaria y social, y su estructura responde a la conocida reunión de personas para pasar el tiempo, que arranca de Giovanni Boccaccio. Como lírico se adscribe a la estética del Culteranismo, lo que se patentiza en su poema Ocios de la soledad. Destaca como poeta festivo, y en esa vena son famosos sus Epigramas y Fábulas. También cultivó la parodia de temas mitológicos a la manera de Luis de Góngora: Fábulas burlescas de Apolo y Dafne y de Pan y Siringa.
En prosa escribió el Hospital de incurables y Viaje de este mundo al otro, Murcia, 1636, esta última un sueño inspirado en los de Francisco de Quevedo, pero sin la amargura que caracteriza al madrileño. El gobierno moral a Lelio (1657) es una exposición de consejos sobre la prudencia humana donde se recomienda la aurea mediocritas como el estado mejor.